# Uitstelgedrag
Uitstelgedrag (procrastinatie; specifiek bij studeren ook wel studie-ontwijkend gedrag ('sog')) is het uitstellen van taken die men eigenlijk wil of moet doen en waarbij men weet dat het uitstel waarschijnlijk niet goed is en tot moeilijkheden of extra stress zal leiden. Daarom wordt dit soms ook irrationeel uitstel genoemd.

## Begripsverduidelijking en voorbeelden
Het gewoon uitstellen van een taak omdat er belangrijkere zaken dringend zijn of omdat men het liever de volgende dag doet, is geen uitstelgedrag omdat het uitstel zich ofwel opdringt, ofwel geen belang heeft.
Het hoger beschreven prototypische voorbeeld wordt academisch uitstelgedrag genoemd, of het studentensyndroom. Vooral in Nederland spreken studenten over soggen (afgeleid van SOG: studieontwijkend gedrag). Het studentensyndroom refereert aan het feit dat de meeste mensen (en vooral studenten) pas aan een taak beginnen als het opleverpunt van de taak in zicht is. Dit verschijnsel veroorzaakt verspilling van aanwezige tijdsreserves (buffers) met als gevolg stress en overschrijdingen van de opleverdatum.

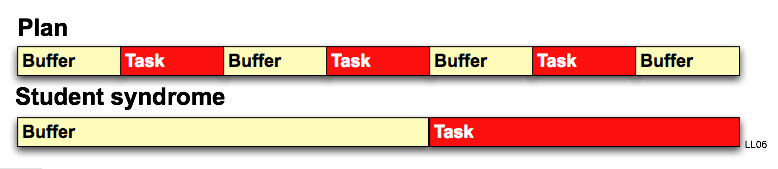
Het principe van het studentensyndroom geïllustreerd: de geplande reserves (buffer) van elke taak (task) worden vooraf geconsumeerd.

De volgende uitspraken worden, om het studentensyndroom te beschrijven, (als grap) veel geciteerd:
- Waarom zou je nu al op volle kracht beginnen als je nog zoveel tijd hebt?
- Waarom vandaag doen wat je ook nog tot morgen kan uitstellen?

Soortgelijke voorbeelden van procrastinatie komen voor in werksituaties: verslagen moeten gemaakt worden tegen een bepaalde datum, maar worden uitgesteld tot het allerlaatste moment, voorbereidingen voor bijeenkomsten blijven liggen of worden uiteindelijk zelfs niet gemaakt. Of van een andere orde: het uitstellen van het brengen van een negatieve boodschap naar een collega. Ook in de thuissituatie komt procrastinatie voor: vervelende klussen blijven liggen tot de partner zich echt ergert of tot men geconfronteerd wordt met negatieve gevolgen van het laten liggen. Het te laat beginnen sparen voor zijn pensioen wordt ook procrastineren genoemd.
Procrastinatie gaat dus bijna steeds om gedrag dat inspanning vergt of dat onaangename aspecten inhoudt. Ook dieren procrastineren als het om inspanning gaat.

## Enkele cijfers
80 tot 95% van de studenten zou weleens procrastineren; 50% heeft min of meer een probleem met procrastinatie. Van de volwassenen zou 15 tot 20% een probleem met procrastinatie hebben. 95% van de procrastineerders wil minder procrastineren. De resultaten van procrastineerders zijn slechter dan die van niet-procrastineerders en procrastineerders voelen zich over het algemeen ook minder goed.

## Factoren die een rol spelen bij het procrastineren
Zowel kenmerken van de opdracht als van de persoon bepalen mee de mate van procrastineren. Bij de taakkenmerken zijn de mate van onaangenaamheid en de nabijheid van beloning en straf zeer belangrijk. Hoe onaangenamer de opdracht, hoe meer men geneigd zal zijn tot uitstellen. De nabijheid van beloning en straf verwijst naar de consequenties van de opdracht. Als men een inspanning moet leveren waarvoor de beloning pas veel later volgt, zal men veel meer geneigd zijn deze uit te stellen. Dit heeft te maken met delay discounting: hoe verder de gevolgen verwijderd zijn in de tijd, hoe minder ze het gedrag beïnvloeden.
Persoonskenmerken die het procrastineren mee beïnvloeden zijn de mate van zelfvertrouwen of faalangst, gewetensvolheid, afleidbaarheid en prestatiemotivatie.

## Voorkomen van procrastinatie
Er bestaan verschillende behandelprogramma's om procrastinatie te voorkomen. Doch slechts weinig van deze behandelprogramma's zijn door middel van een randomised controlled trail design (RCT) onderzocht en het effect wordt vaak alleen op korte termijn (vlak na het behandelprogramma) gemeten. Een RCT ontwikkeld en onderzocht door Visser, Schoonenboom, & Korthagen (2017) toont effecten aan op zowel korte als lange termijn van een aanpak die gebaseerd is op de positieve psychologie en uitgaat van de kracht van studenten in het leren omgaan met hun uitstelgedrag.
Vanuit theoretische modellen kunnen meer mogelijke aanpakken afgeleid worden. Onderzoek toont aan dat bijvoorbeeld het stellen van tussenliggende deadlines nuttig kan zijn. Deze werken het best als ze door anderen gesteld worden.